# 菲利普·多伊尔
菲利普·多伊尔（英語：Philip Doyle，1992年9月17日—），爱尔兰男子赛艇运动员。他曾代表爱尔兰参加2020年和2024年夏季奥林匹克运动会赛艇比赛，其中2024年奥运会获得一枚铜牌。